# Laurent Schwartz

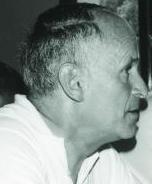
Laurent Schwartz

Laurent-Moïse Schwartz (Parijs, 5 maart 1915 - aldaar, 4 juli 2002) was een Franse wiskundige van Joodse komaf.
Schwartz studeerde wiskunde aan de École normale supérieure en promoveerde in 1943 aan de universiteit van Straatsburg. Behalve andere posities die hij bekleedde, was hij van 1959 tot 1980 hoogleraar aan de École Polytechnique te Parijs.
Schwartz is onder meer bekend van de door hem ontwikkelde distributietheorie die het functiebegrip, en daarmee de differentiaal- en integraalrekening, generaliseert. Voor zijn werk op dit terrein kreeg hij in 1950 de Fields-medaille.
Vanwege zijn Jood-zijn moest hij tijdens de Tweede Wereldoorlog onderduiken, waarbij hij schuilnamen gebruikte, voornamelijk die van Laurent Sélimartin. 